# 燕麦奶
燕麦奶是燕麦粒经水提取後產生的植物奶。燕麦奶具有牛奶般的质地和燕麦片般的味道，人們在飲用時可以加入糖、香草或巧克力等調料。燕麦奶是由瑞典科学家Rickard Öste在1990年代發明。

## 市場品牌
- 歐特力 OATLY燕麥奶
- MOMA 燕麥奶
- 小人物燕麥奶
- Plant A 燕麥奶
- 義美燕麥奶
- Alpro 燕麥奶
- Califia Farms 燕麥奶
- Aito 燕麥奶
- So Good 燕麥奶